# Kupina
Kupina je zajednički naziv većeg broja vrsta roda Rubus iz porodice ruža hibrida između ovih vrsta unutar podroda Rubus, i hibrida između vrsta iz podrodova Rubus i Idaeobatus. Jestivi plod (voće) koji rađaju, takođe se naziva kupina. Taksonomija kupina je istorijski bila zbunjujuća zbog hibridizacije i apomiksisa, tako da su vrste često grupisane zajedno i nazivane agregatnim vrstama. Na primer, čitav podrod Rubus je bio nazvan Rubus fruticosus agregat, iako se vrsta R. fruticosus smatra sinonimom za R. plicatus.

## Opis
Ono što razlikuje kupinu od srodne maline je da se torus (cvetna loža ili stabljika) „ubira sa” (tj. ostaje sa) plodom. Pri branju plodova kupine, torus ostaje sa voćem. Kod maline, torus ostaje na biljci, ostavljajući šuplje jezgro u plodu maline.
Termin brambl, reč koja označava neprobojnu šikaru, tradicionalno je korišten posebno na kupinu ili njene proizvode, iako se u Sjedinjenim Državama primenjuje na sve članove roda Rubus. U zapadnoj Americi, izraz kaneberi se koristi za označavanje kupina i malina kao grupe, pre nego naziv brambl.
Obično crni plod nije bobica u botaničkom smislu te reči. Botanički se naziva agregatni plod, koji je sastavljen od malih koštunica. To je rasprostranjena i dobro poznata grupa sa preko 375 vrsta, od kojih su mnoge blisko srodne sa apomiktičkim mikrovrstama koje su prirodno zastupljene širom Evrope, severozapadne Afrike, umerene zapadne i centralne Azije i Severne i Južne Amerike.

## Botaničke karakteristike
Kupine su višegodišnje biljke koji tipično imaju dvogodišnje stabljike („trske”) izrasle iz višegodišnjeg korenskog sistema.

## Upotreba

### Nutrijenti
Razlikukemo divlje kupine i domaće ili kultivisane kupine.
Kultivisane kupine odlikuju se značajnim sadržajem dijetetskih vlakana, vitamina C i vitamina K (tabela). Sirova kupina od 100 grama isporučuje 43 kalorije i 5 grama dijetalnih vlakana ili 25% preporučene dnevne vrednosti (DV) (tabela). Sadržaj vitamina C i vitamina K u 100 grama je 25% odnosno 19% dnevne vrednosti, dok su ostali esencijalni hranljivi sastojci niski (tabela).
Kupine sadrže rastvorljive i nerastvorne komponente vlakana.

#### Sastav semena
Kupine sadrže brojne velike semenke koje potrošači uvek ne preferiraju. Seme sadrži ulje bogato omega-3 (alfa-linoleinska kiselina) i omega-6 (linolna kiselina) masnoćama, kao i proteinima, dijetalnim vlaknima, karotenoidima, elagitaninima i elaginskom kiselinoma.

### Hrana
Meko voće je popularno za upotrebu kao desert: slatko , sok, džem,  bez semena u želeu i ponekad u vinu . Često se pomeša sa jabukama za pite i mrvljene kolače. Kupine se takođe koriste za proizvodnju bombona.
- Divlje kupine ubrane u maju u Teksasu
- Divlje kupine u Virdžiniji

### Fitohemijska istraživanja
Kupine sadrže brojne fitokemikalije uključujući polifenole, flavonoide, antocijanine, salicilnu kiselinu, elaginsku kiselinu i vlakna. Antocijanini u kupini su odgovorni za njihovu bogatu tamnu boju. Jedan izveštaj stavlja kupine na vrh više od 1000 vrsta hrane bogate polifenolima konzumiranim u SAD, ali ovaj koncept zdravstvene koristi od konzumiranja tamno obojenih namirnica, poput kupina, ostaje naučno nepotvrđen i nije prihvaćen za zdravstvene tvrdnje na etiketama hrane.

## Nega kupine
Kupina ima relativno plitak korenov sistem, stvara veliki broj izdanaka i daje visok prinos. Stoga nezi kupine treba posvetiti punu pažnju, osobito u pogledu obezbeđivanja dovoljnih količina hranljivih materija, vode i svetlosti. 
Nega kupine obuhvata sledeće agrotehničke mere: obrada zemljišta, uništavanje korova herbicidima, đubrenje, orezivanje i zaštita od bolesti i štetočina. Svrha svih ovih mera je da se obrazuje dovoljan broj snažnih, rodnih izdanaka koji su u stanju da obezbede visok prinos i dobar kvalitet plodova.

### Održavanje zemljišta
Obradom zemljišta se bitno doprinosi da se kupina dobro razvija, na vreme prorodi i obilno i redovno rađa. Zemljište se mora održavati u stalno rastresitom stanju i
bez korova. Pri tome obrada mora biti plitka, da se ne bi povređivao korenov sistem. Najbolje je za tu svrhu koristiti kultivatore i obradu obavljati na 7-8cm dubine, a frezama na 8-10 cm. 
U redovima obrada se vrši ručno 3-4 puta u toku vegetacije. Međutim, svake treće ili četvrte godine preporučuje se dublja obrada 12-18cm dubine uzanog pojasa između redova, u širini 60-80cm. Ova obrada treba da bude kombinovana sa unošenjem stajnjaka, kalijumovih i fosfornih đubriva. 
Smatra se da plitku obradu ne može u potpunosti da zamene herbicidi za uništavanje korova, jer se obradom popravljaju fizičke osobine zemljišta, nagomilava se i čuva
vlaga, povećava plodnost, umanjuju štetočine i omogućava jači rad korisnih mikroorganizama. 

#### Uništavanje korova herbicidima
Da bi se prašenje (plitka obrada) zemljišta svelo na najmanju meru i time smanjili troškovi proizvodnje, u poslednje vreme se preporučuje primena herbicida u kupinjacima radi suzbijanja korova. Za ovu svrhu koriste se različiti neselektivni i selektivni herbicidi.

### Đubrenje
S obzirom na to da kupina stvara veliku vegetativnu masu svake godine i obilno rađa, zahteva i redovno đubrenje organskim i mineralnim đubrivima. Ako je pri osnovnoj
obradi unesena potrebna količina organskih materija, onda treba svake treće godine đubriti sa po oko 30.000kg/ha stajnjakom, a kompleksnim mineralnim đubrivima svake
godine. 
Unošenjem organskih materija u zemljište poboljšava se njegov vodni, vazdušni i toplotni režim. Da li će se stajnjak primenjivati ređe i češće, zavisi od toga kako se
kupina razvija: ako je bujna, stajnjaka treba manje i ređe i obrnuto. 
Đubrenje kupine azotnim đubrivima treba biti vrlo oprezno, jer se obilne količine ovog đubriva mogu nepovoljno odraziti ne samo na kvalitet ploda već i vreme zrenja
plodova. 
U tom slučaju može se desiti da manji ili veći procenat plodova ne dozri, čime se umanjuje prinos. Zato ako se unosi stajnjak ili kompost, dovoljno je ograničiti se pretežno na fosforna ili kalijumova mineralna đubriva. 

### Rezidba kupine
Rezidba kupine je neophodna agrotehnička mera kojom se obezbeđuje redovna, obilna rodnost i dobar kvalitet plodova. Neophodnost rezidbe proizilazi iz njenog karaktera razvitka. Ona obrazuje obilje bujnih izdanaka, koji rode u drugoj godini i kada rodi, izdanak se suši. Iz ovoga proizilazi potreba: da se sabijeni, razvijeni i suvišni izdanci odstranjuju uz međurednog prostora; da se odsecaju i dvogodišnje grane i izdanci koji su već dali rod; da se vrši izvesno proređivanje žbuna time što će se odsecati do zemlje i neki dobro razvijeni izdanci; da se ostavljeni izdanci skraćuju da bi se manje opteretili rodom da ne rastu suviše visoko, da se odstrane bolesni i oštećeni izdanci. 
Bez obzira kada je obavljena sadnja, u proleće ili jesen, u proleće se sadnica skrati na 20-30cm, a ako su izdanci slabiji (tanji), onda se skrati na 15-20cm. Time se podstiče razvoj korena i adventivnih pupoljaka iz kojih treba da izrastu što jači izdanci. U toku vegetacije izdanci obično dostižu 2-3m visine. Radi pravilnog razvića žbuna preporučuje se da se avgusta do osnove saseku prošlogodišnji (stari) izdanci, kako bi ovogodišnji imali više svetlosti i prostora za rastenje. 
Rezidba kupine u rodu obavlja se u dva navrata: u proleće i posle berbe. Prolećna rezidba izvodi se kada vremenske prilike dozvoljavaju i prođe opasnost od prolećnih niskih temperatura, a to je u našim ekološkim uslovima krajem marta. Tada prvo treba izvršiti proređivanje izdanaka, pri čemu se nedovoljno razvijeni i oštećeni izdanci uklanjaju do zemlje. Na slabijim žbunovima koji uspravno rastu, za rod se ostavlja 5-6 izdanaka, a na bujnim žbunovima i puzećim sortama po 8-12. Ako se kupina gaji po sistemu žive ograde, onda se proređivanje vrši tako što se na svaki dužni metar ostavi 8-12 izdanaka, u zavisnosti od sorte i razvijenosti izdanaka. Ostavljeni izdanci koji će iste vegetacije dati rod skraćuju se na visini 1,5-1,8m, što sve zavisi od njihove bujnosti. Tokom vegetacije kupina obrazuje mnogo prostranih prevremenih izbojaka mladara, tako da se već u toku leta jako razgrana. Ovo razgranjavanje je naročito izraženo kada su leta sušna. Ovi prevremeni izbojci se rezidbom skraćuju, a neki se zakidaju odnosno pinsiraju na 3—4 pupoljka. Pinsiranje prevremenih izbojaka potencira uspravniji porast izdanaka i veću rodnost iduće godine. 
Posle završene berbe kupinu treba u osnovi saseći sve prošlogodišnje izdanke koji su u ovoj godini doneli rod. Tom prilikom treba odstraniti sve oštećene i suve izdanke, izneti iz kupinjaka i spaliti.

### Zaštita kupine od bolesti i štetočina

#### Bolesti kupine

##### Pegavost lista kupine
Septoria rubi West. je najčešća bolest kupine, koju izaziva parazit Septoria rubi, a manifestuje se naročito na listu, mada napada i sve nadzemne delove. Na naličju lista se u proleće pojave pege koje se postepeno šire i lišće se suši. Napadnuti mladari su krivi. Cela biljka zaostaje u porastu i razvoju, manje rađa a plodovi su slabog kvaliteta. Intenzitet napada naročito je jak kada je vreme hladno i vlažno i kada su kupinjaci podignuti na teško glinovitom zemljištu. Zato se za podizanje kupinjaka biraju aerirana mesta i zemljišta koja nisu vlažna i teška. 
Kao hemijska mera borbe, efikasno se pokazalo prskanje sa bakarnim preparatima i to prvo prskanje čim se pojave prve pege na naličju lista, a drugo 15—20 dana posle prvog prskanja, sa istim sredstvom i u istoj koncentraciji.

##### Rđa lista
Phragmidium rubi-idaei gljivično oboljenje manifestuje se u početku proleća na naličju lista u obliku narandžastih pega, koje u toku leta pocrne i prekriju čitavu lisku. Obolelo lišće se suši i opada. 
Protiv ovog parazita štiti se prskanjem preparatima Penncozeb, Mancozeb, Dithane ili sistemik Tilt. Prvo prskanje treba izvesti u fenofazi bubrenja pupoljaka, a 2-3 prskanja istim sredstvima i u istoj koncentraciji ponoviti pre početka cvetanja kupine. 

##### Antraknoza
Antraknoza kupine (Plectodiscella veneta Burk.) naročito je prisutna i vrlo opasna bolest, naročito nanosi velike ekonomske štete u kišnim godinama. Parazit napada izdanke, cvetove i plodove. Na izdancima izaziva okruglaste gomilice sive boje, a u napadnutoj cvasti se razvijaju plodovi samo s jedne strane. Oboleli plodovi su deformisanog oblika i slabog kvaliteta. 
Kao indirektna mera borbe, preporučuje se izbegavanje sađenja kupina na terenima gde su česte rose, u dolinama gde nema provetravanja. Od hemijskih sredstava preporučuju se Antracol, Mankogal, Dithane, Captan, Merpan, Quadris, Switch.

#### Štetočine kupine

##### Malinina buba
Malinina buba (Byturus tomentosus) opasna je štetočina kako za malinu tako i za kupinu. Štete nanosi cvetnim pupoljcima, cvetovima i plodovima. Odrastao
insekt je tvrdokrilac slamasto crne boje. Gornje vilice su mu dobro razvijene. Prezimi kao odrastao insekt ili larva u zemljištu na 5-25cm dubine. Sredinom aprila
pojavi se imago i hrani se cvetnim pupoljcima i cvetovima voćaka. Polovinom maja insekt se pari i polaže 30-40 jaja, po jedno u svaki pupoljak ili cvet. Iz jaja se izlegu larve, čiji razvoj traje oko 5-6 nedelja i za to vreme oštete više plodova. Odrasla larva napušta plodove i početkom septembra se preobrazi u lutku koja u zemlji prezimi ili se iz nje izleže odrastao insekt koji prezimljuje. Štetu nanosi imago (odrastao insekt) i larva malinine bube. Hemijsko suzbijanje je usmereno na odrasle insekte u periodu pre cvetanja. 

##### Staklokrilac
Staklokrilac je leptir koji liči na osu. Simptomi prisustva ove štetočine su venjenje i sušenje izdanaka kupine. Staklokrilac ima jednu generaciju godišnje. Prezimi u stadijumu gusenice u korenu ili izdanku kupine. U proleće se gusenica preobrazi u lutku iz koje se krajem maja izlegu leptiri. Let leptira je od maja do kraja jula. Ženka polaže jaja na izdanku kupine, a kada se iz tih jaja izlegu, gusenice se ubušuju u izdanak, gradeći dug hodnik od korena do vrha. 
Borba protiv staklokrilca sastoji se u orezivanju do zemlje svenulih i suvih izdanaka i njihovim spaljivanjem. 

##### Malinin rezač
Malinin rezač je kao odrastao imago leptir, čije gusenice izvesnih godina mogu da umanje rod kupine i za 50%. Ima samo jednu generaciju godišnje. Leptir polaže jaja u cvetove kupine, iz kojih se izlegu gusenice koje nanose najveće štete tek u proleće sledeće godine, izgrizajući pupoljke. Ako se primeti napad ove štetočine, preporučuje se da se prskanje preparatima na bazi diazinona. 
Pored ovih štetočina kupinu napadaju još i lisne vaši, majski gundelj, kupinina osa i dr.

## Literatura
- Allen, D. E.; Hackney, P. (2010). „Further fieldwork on the brambles (Rubus fruticosus L. agg.) of North-east Ireland”. Irish Naturalists' Journal. 31: 18—22.